# 사노 쓰네타미

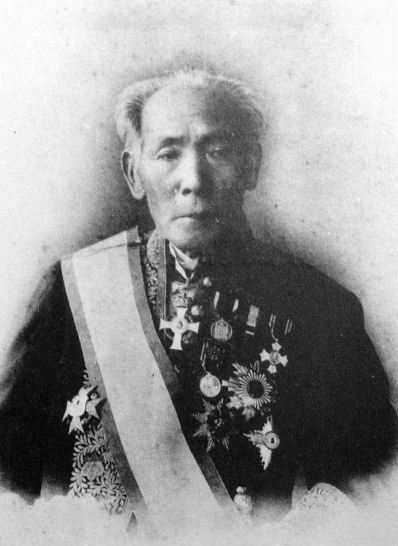
사노 쓰네타미 백작

사노 쓰네타미(佐野常民)는 사가번사출신 일본 제국의 정치인이다. 작위는 자작에서 백작으로 승작. 정2위 훈1등. 사가 7현인 중 한명이다. 일본 적십자사 초대 사장. 자식은 쓰네하 등이 있다.